# Helige Gregorios Palamas kyrka
Helige Gregorios Palamas kyrka, (grekiska: Ιερός Ναός του Αγίου Γρηγορίου Παλαμά) också kallad Helige Gregorios Palamas metropolitkyrka, (Μητροπολιτικός ναός Αγίου Γρηγορίου του Παλαμά) är en grekisk-ortodox kyrkobyggnad belägen vid korsningen av gatorna Mitropoleos och Agia Sofia, i den centrala delen av staden Thessaloniki i landskapet Makedonien, i norra Grekland.
Kyrkan är helgad åt det grekiska helgonet Gregorios Palamas.

## Historik

### Tidigare kyrka
På samma ställe fanns det tidigare en annan kyrka som byggdes i början av 1400-talet och brann ner år 1890. Kyrkan var treskeppig.

### Nuvarande kyrkan
Den nuvarande kyrkan började byggas 1891 och stod klar 1914. Grunden ritades av arkitekt Ernst Ziller, men kompletterades av arkitekt Xenophon Paionides.
Under en jordbävning som inträffade 1978 upptäcktes en gammal krypta under altaret, som byggdes någonstans mellan 1904 och 1908.

## Kyrkan
- Kyrkan är byggd i bysantinsk stil, men har också en del nyklassicistiska och nyromanska inslag.[6][4]

- Inne i kyrkan finns reliker av kyrkans skyddshelgon, Gregorios Palamas.[3][6][7]
- Freskerna tillverkades av Niko Kessanlis. Under jordbävningen som inträffade 1978 förstördes också de dåvarande freskerna, då de höll på att restaureras. De nya freskerna tillverkades under 1980-talet.[2]

## Bilder

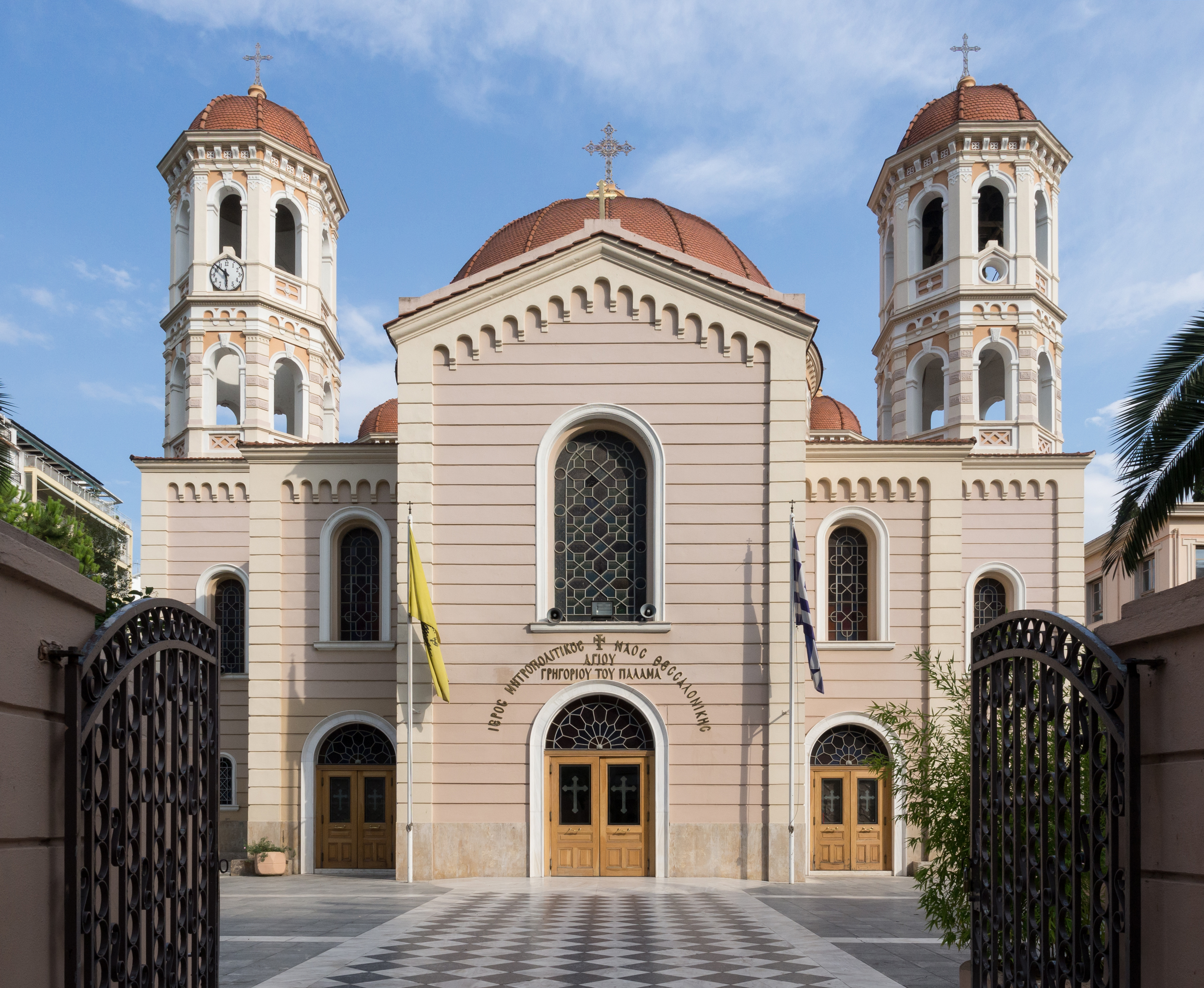
Framsidan.
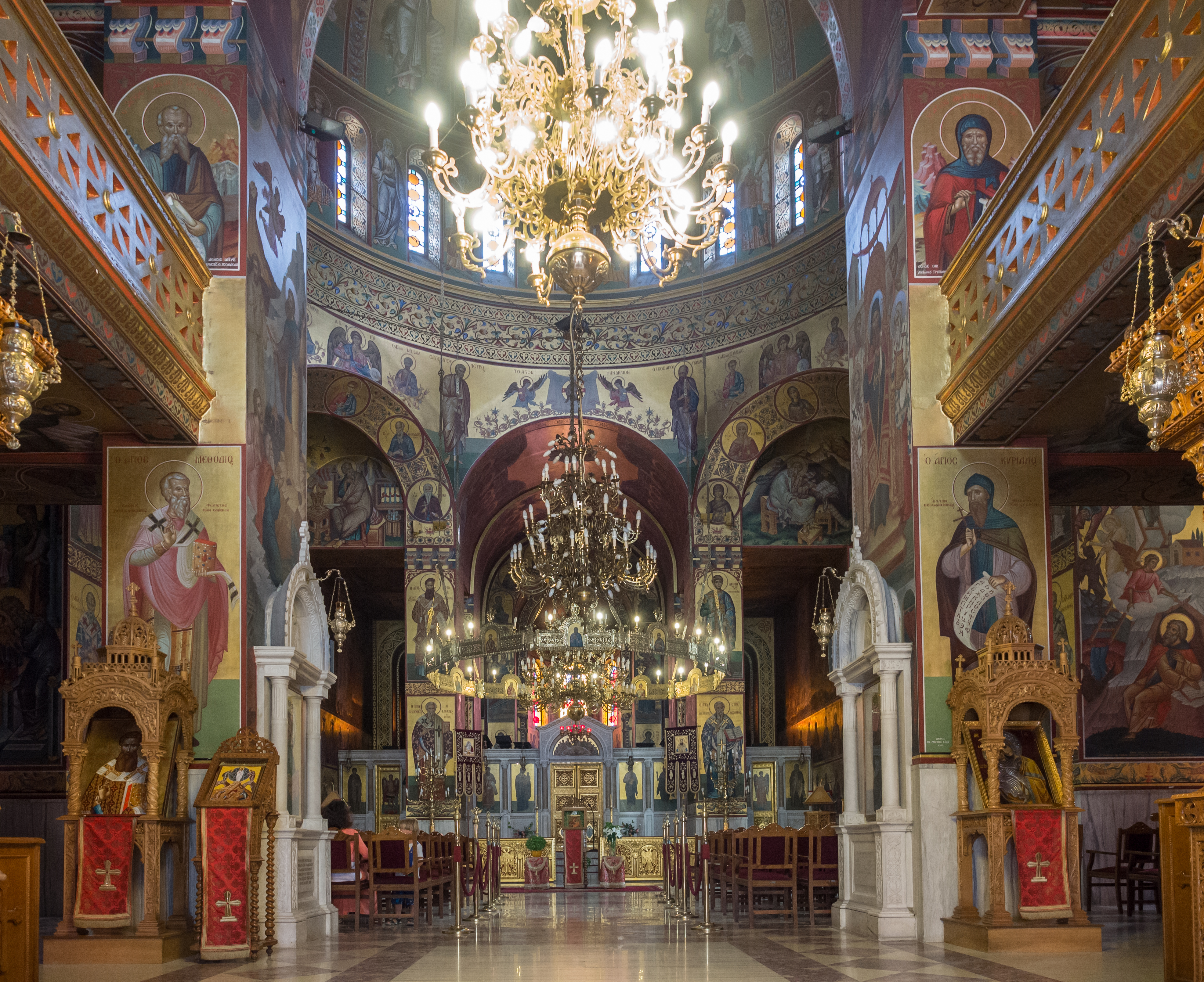
Kyrkans interiör mot ikonostasen.
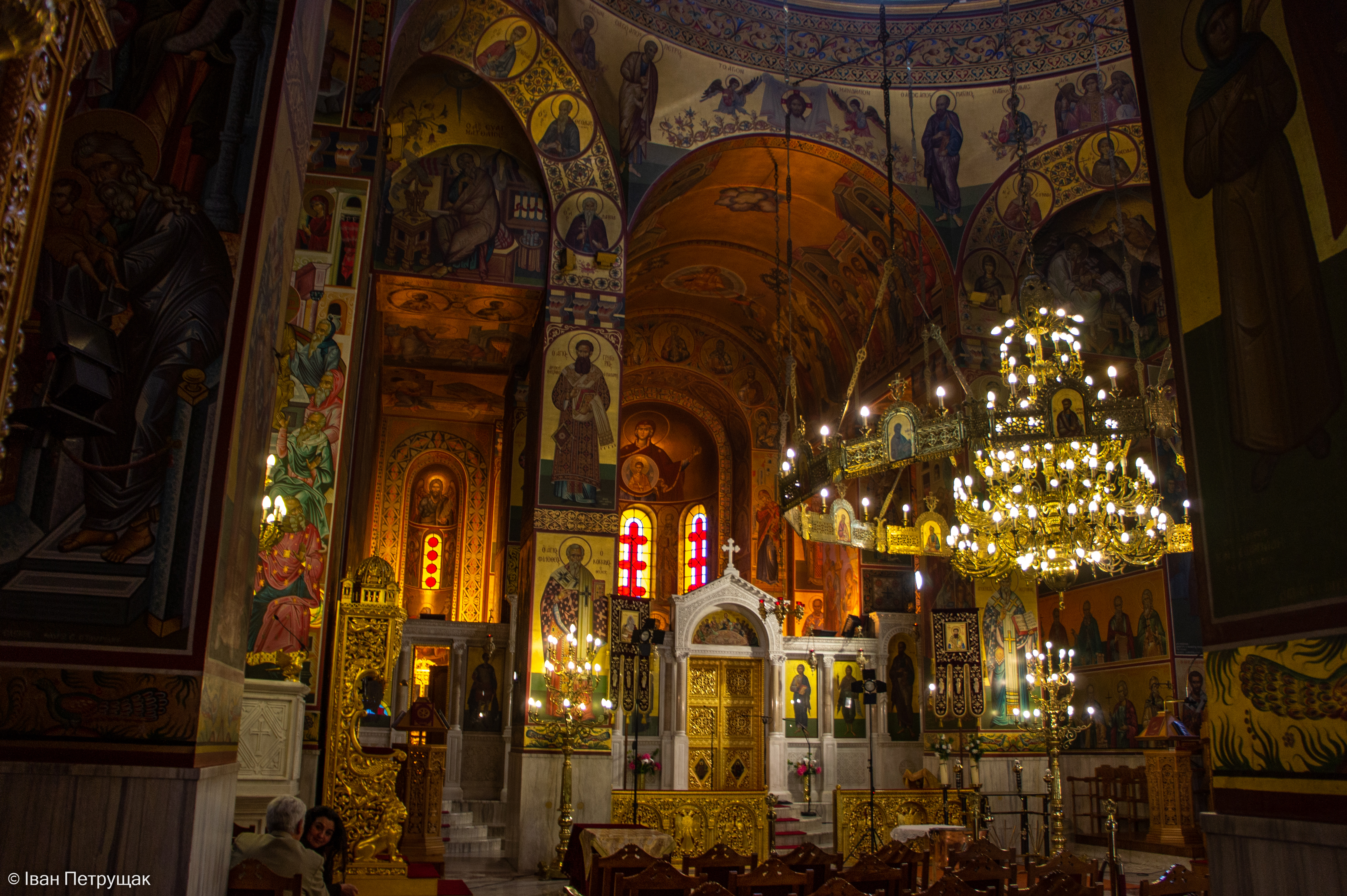
Närmare bild på ikonostasen.
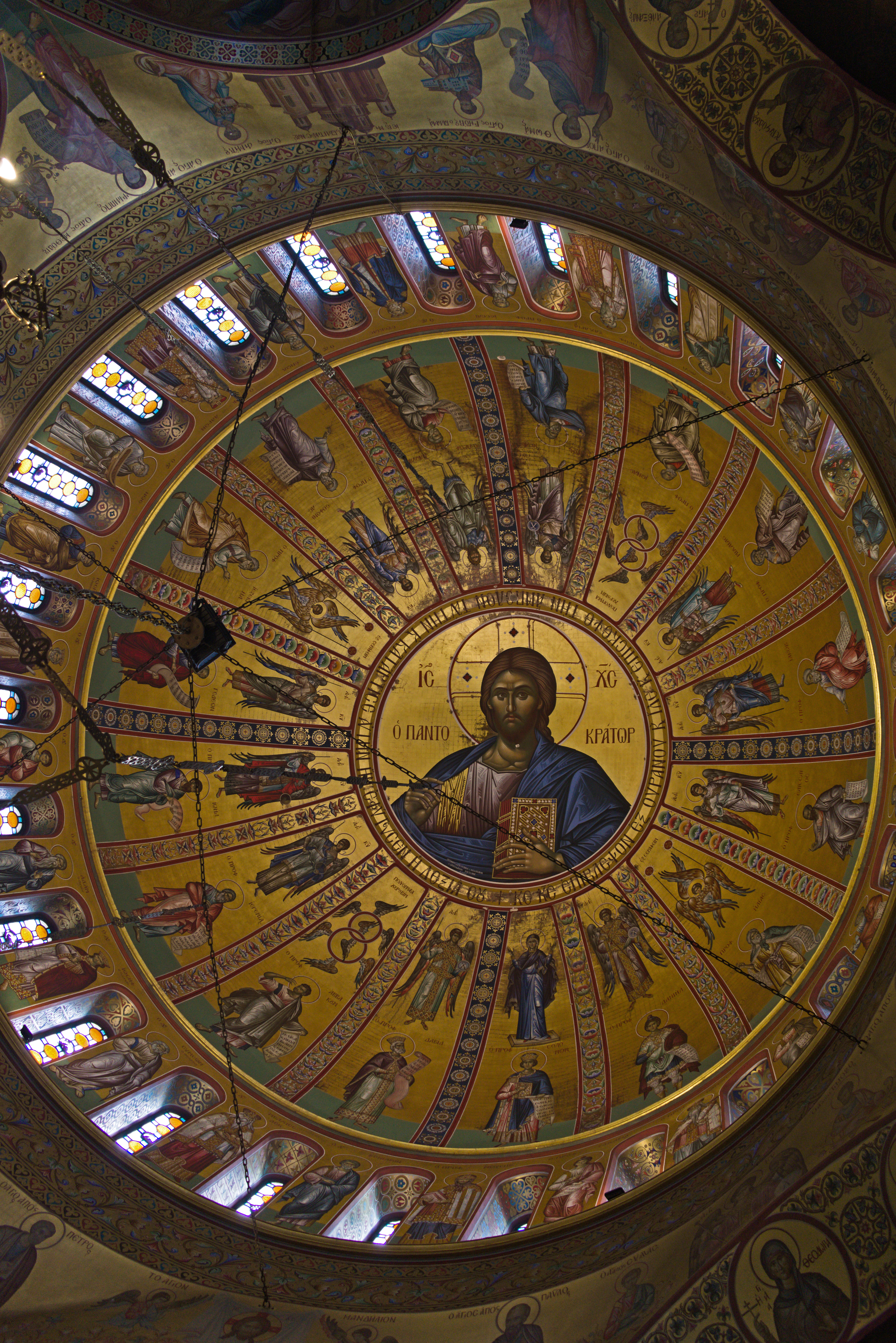
Kupolen inifrån, där Jesus Kristus pantokrator är avbildad.
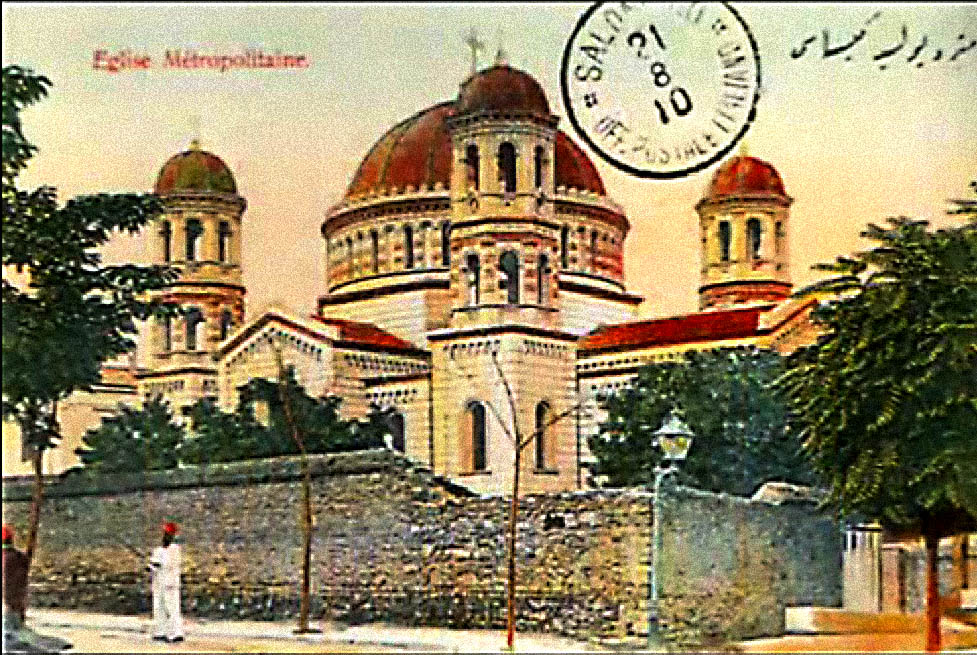
Kyrkan avbildad på ett vykort.